# 분수체
추상대수학에서 분수체(分數體, 영어: field of fractions)는 정역에 대하여 정의할 수 있는 체이다. 예를 들어, 정수환의 분수체는 유리수체다. 일반적인 가환환의 국소화의 특수한 경우다.

## 정의
(곱셈 항등원을 갖는) 환 {\displaystyle R}에 대하여,
{\displaystyle S=R\setminus \left(\{r\in R\colon 0\in rR\}\cup \{r\in R\colon 0\in Rr\}\right)}
가 정칙원(오른쪽 영인자 또는 왼쪽 영인자가 아닌 원소)들의 집합이라고 하자. 또한, {\displaystyle (R,S)}가 왼쪽 오레 조건 또는 오른쪽 오레 조건을 만족시킨다고 하자. 그렇다면, {\displaystyle R}의 전분수환(全分數體, 영어: total ring of fractions) {\displaystyle \operatorname {Frac} (R)}는 국소화 {\displaystyle S^{-1}R}이다. 이 경우, 오레 조건에 의하여 단사 함수인 환 준동형
{\displaystyle R\to \operatorname {Frac} R}
이 존재하며, {\displaystyle R}는 그 전분수환의 부분환을 이룬다.
만약 {\displaystyle R}가 가환환일 경우, 오레 조건은 자동적으로 성립한다. 가환환의 국소화는 가환환이므로, 가환환의 전분수환은 항상 가환환이다. 특히, 만약 {\displaystyle R}가 (가환) 정역일 경우 이는 체를 이루며, {\displaystyle \operatorname {Frac} R}를 {\displaystyle R}의 분수체라고 한다.

### 구성
{\displaystyle R}가 정역일 경우, 분수체는 일반적인 국소화보다 간단하게 구성할 수 있다.
순서쌍 {\displaystyle (a,b)} ({\displaystyle a,b\in R}, {\displaystyle b\neq 0})들에 대하여 다음과 같은 동치 관계를 정의하자.
{\displaystyle (a,b)\sim (ar,br)\forall r\in R\setminus \{0\}}
이러한 순서쌍의 동치류를 {\displaystyle a/b}라고 쓰자.
이러한 순서쌍들의 동치류들의 집합에, 다음과 같이 체의 구조를 줄 수 있다.
{\displaystyle {\frac {a}{b}}{\frac {c}{d}}={\frac {ac}{bd}}}
{\displaystyle {\frac {a}{b}}+{\frac {c}{d}}={\frac {ad+bc}{bd}}}
이는 분수체 {\displaystyle \operatorname {Frac} R}이며, 표준적인 단사 환 준동형
{\displaystyle R\to \operatorname {Frac} R}
{\displaystyle r\mapsto {\frac {r}{1}}}
이 존재한다.

## 성질
환 {\displaystyle R}의 전분수환이 특별한 성질을 가질 충분조건은 다음과 같다.
| 충분조건                           | 전분수환의 성질                                                                               | 비고                  |
| ---------------------------------- | --------------------------------------------------------------------------------------------- | --------------------- |
| 오른쪽 뇌터 반소환                 | 반단순환 (즉, 아르틴-웨더번 정리에 따라 유한 개의 나눗셈환들에 대한 행렬환들의 직접곱과 동형) | 골디 정리             |
| 왼쪽 뇌터 반소환                   | 반단순환 (즉, 아르틴-웨더번 정리에 따라 유한 개의 나눗셈환들에 대한 행렬환들의 직접곱과 동형) | 골디 정리             |
| 오른쪽 뇌터 소환                   | 나눗셈환 위의 행렬환과 동형                                                                   | 골디 정리:Theorem 7.1 |
| 왼쪽 뇌터 소환                     | 나눗셈환 위의 행렬환과 동형                                                                   | 골디 정리:Theorem 7.1 |
| 가환 뇌터 축소환                   | 가환 반단순환 (즉, 유한 개의 체들의 직접곱과 동형)                                            | :42, Exercise 6.5     |
| 오른쪽 오레 조건을 만족시키는 영역 | 나눗셈환                                                                                      |                       |
| 왼쪽 오레 조건을 만족시키는 영역   | 나눗셈환                                                                                      |                       |
| 정역                               | 체                                                                                            |                       |

골디 정리(영어: Goldie’s theorem)에 따르면, 다음이 성립한다.
- 오른쪽 뇌터 반소환 {\displaystyle R}는 오른쪽 오레 조건을 만족시키며, {\displaystyle \operatorname {Frac} (R)}는 반단순환이다.[1]
  - 특히, 만약 {\displaystyle R}가 오른쪽 뇌터 소환이라면 {\displaystyle \operatorname {Frac} (R)}는 나눗셈환 위의 행렬환과 동형이다.
- 오른쪽 뇌터 반소환은 왼쪽 오레 조건을 만족시키며, {\displaystyle \operatorname {Frac} (R)}는 반단순환이다.
  - 특히, 만약 {\displaystyle R}가 왼쪽 뇌터 소환이라면 {\displaystyle \operatorname {Frac} (R)}는 나눗셈환 위의 행렬환과 동형이다.

골디 정리에서, 만약 {\displaystyle R}가 가환환이라고 한다면, 반소환 조건은 축소환 조건과 같아진다. 가환환의 국소화는 가환환이므로, 만약 {\displaystyle R}가 가환 뇌터 축소환인 경우, {\displaystyle \operatorname {Frac} R}는 유한 개의 체들의 직접곱이다. 구체적으로, {\displaystyle R}의 소 아이디얼 가운데, 포함 관계에 따라 극소 원소인 것을 {\displaystyle {\mathfrak {p}}_{1},\dots ,{\mathfrak {p}}_{n}}이라고 하자. (그 수는 항상 유한함을 보일 수 있다.) 그렇다면
{\displaystyle \operatorname {Frac} (R)\cong \prod _{i=1}^{n}\operatorname {Frac} (R/{\mathfrak {p}}_{i})}
이다. 우변에서 {\displaystyle R/{\mathfrak {p}}_{i}}는 모두 정역이므로, 우변은 유한 개의 체들의 직접곱이다.
만약 {\displaystyle R}가 왼쪽 또는 오른쪽 오레 조건을 만족시키는 영역이라면, {\displaystyle \operatorname {Frac} (R)}는 항상 나눗셈환이며, {\displaystyle R}는 그 부분환을 이룬다. (오레 조건 없이는 이는 일반적으로 성립하지 않는다.) 만약 {\displaystyle R}가 정역이라면 물론 {\displaystyle \operatorname {Frac} (R)}는 체이다.

## 예
수체 {\displaystyle K}의 대수적 정수환 {\displaystyle {\mathcal {O}}_{K}}의 분수체는 {\displaystyle K}이다.
{\displaystyle \operatorname {Frac} {\mathcal {O}}_{K}=K}
특히, (유리수의) 정수환 {\displaystyle \mathbb {Z} ={\mathcal {O}}_{\mathbb {Q} }}의 분수체는 유리수체이다.
{\displaystyle \operatorname {Frac} \mathbb {Z} =\mathbb {Q} }
체의 분수체는 스스로이다. 즉, 임의의 체 {\displaystyle K}에 대하여, 다음이 성립한다.
{\displaystyle \operatorname {Frac} K=K}
다항식환의 분수체는 유리 함수체이다. 즉, 임의의 체 {\displaystyle K}에 대하여, 다음이 성립한다.
{\displaystyle \operatorname {Frac} K[x_{1},x_{2},\dots ,x_{n}]=K(x_{1},x_{2},\dots ,x_{n})}

## 응용
대수기하학에서, 분수체의 개념은 스킴의 유리 함수층의 개념으로 일반화된다. 만약 스킴이 아핀 정역 스킴인 경우 이는 단순히 각 열린집합에서 단면 가환환의 분수체를 취하는 것이다. 스킴이 정역 스킴이 아닌 경우, 일반적으로는 단순히 전분수환을 취하는 것보다 더 복잡한 구성을 취해야 한다.

## 역사
1927년에 하인리히 그렐(독일어: Heinrich Grell, 1903~1974)이 정역의 분수체를 도입하였다.:299:57
에미 뇌터는 오레 조건의 기본 개념을 이해하고 있었지만, 이에 대하여 출판하지 않았다.:300 오레 조건을 만족시키는 영역의 전분수환은 외위스테인 오레(1899~1968)가 1937년에 도입하였다.:466:299 (람짓윈은 이 사실과 관련하여 "NOETHER"(뇌터)가 "THEN ORE"(영어로, "그 뒤 오레")의 어구전철이 된다는 사실을 지적하였다.:300)
골디 정리는 앨프리드 윌리엄 골디(영어: Alfred William Goldie, 1920~2005)가 도입하였다.